# La Redoute
La Redoute is een heuvel in de Ardennen die vooral bekend is als beklimming in de wielerklassieker Luik-Bastenaken-Luik. La Redoute is gelegen in Sougné-Remouchamps (gemeente Aywaille). De top van la Redoute ligt op een hoogte van 292 meter. De heuvel van L-B-L heeft een lengte van 1650 meter. De profs zullen een hoogteverschil van 161 meter moeten overbruggen met steile stukken van 22% en een gemiddelde van 9,5%.
In 2024 wordt de helling opgenomen in de Ronde van Frankrijk voor vrouwen.

## Naamgeving
Een redoute is in de vestingkunde een veldschans waarachter een oprukkend leger kan worden opgewacht. In september 1794 was la Redoute de plaats waar het Oostenrijkse leger zich verschanste tegen het oprukkende Franse leger. Op 18 september werden de Oostenrijkers verslagen in de Slag bij Sprimont. Boven op de heuvel staat nog een monument dat hieraan herinnert.